# Molkhera, Homnabad
Molkhera là một làng thuộc tehsil Homnabad, huyện Bidar, bang Karnataka, Ấn Độ.